# إسماعيل الأزهري
إسماعيل الأزهري (20 أكتوبر 1900 – 26 أغسطس 1969) شخصية قومية وسياسية سودانية. كان أول رئيس وزراء للسودان بين عامي 1954 و 1956، ورئيس السودان من عام 1965 حتى أطاح به جعفر النميري في عام 1969.

## نبذة عن حياته
إسماعيل بن السيد أحمد بن السيد إسماعيل بن السيد أحمد الأزهري بن الشيخ إسماعيل الولي (1900-1969 م). ينتهي نسبه بالشيخ إسماعيل الولي بن عبد الله، الكردفاني سكناً، الدفاري البديري الدهمشي العباسي أصلاً ونسباً والذي نزحت أسرة والده «عبد الله» من قرية منصوركتي بمنطقة الدبة في الشمالية لمدينة الأبيض حاضرة كردفان. ولإسماعيل الأزهري صلة قرابة بمصطفى البكري بن الشيخ إسماعيل أول من دُفن بمقابر البكري بأم درمان وبمحمد المكي أحد رجال الحركة الصوفية بالسودان أول من سكن حي السيد المكي ببيت المال بأم درمان، وبالشيخ البدوي صاحب القبة المشهورة في حي العباسية بأمدرمان، وبالأشراف البيلياب والدواليب. شغل منصب رئيس وزراء السودان في الفترة 1954 - 1956 م ورئيس مجلس السيادة في الفترة 1965 - 1969 م رافع علم استقلال السودان.
ولد في بيت علم ودين، تعهده جده لأبيه إسماعيل الأزهري الكبير بن أحمد الأزهري. تلقى تعليمه الأوسط بواد مدني، كان نابهاً متفوقاً، التحق بكلية غردون عام 1917 م ولم يكمل تعليمه بها. عمل بالتدريس في مدرسة عطبرة الوسطي وأم درمان، ثم ابتعث للدراسة في الجامعة الأميركية في بيروت وعاد منها عام 1930 م. عُيّن بكلية غوردون و أسس بها جمعية الآداب والمناظرة.
و عندما تكون مؤتمر الخريجين اُنتخب أميناً عاماً له في 1937 م.
تزعم حزب الأشقاء الذي كان يدعو للاتحاد مع مصر في مواجهة الدعوة لاستقلال السودان التي ينادي بها حزب الأمة. عارض تكوين المجلس الاستشاري لشمال السودان والجمعية التشريعية. تولى رئاسة الحزب الوطني الاتحادي (الحزب الإتحادي الديمقراطي حالياً) عندما توحدت الأحزاب الاتحادية تحته. في عام 1954 م. انتخب رئيساً للوزراء من داخل البرلمان وتحت تأثير الشعور المتنامي بضرورة استقلال السودان أولا وقبل مناقشة الاتحاد مع مصر، وبمساندة الحركة الاستقلالية تقدم باقتراح إعلان الاستقلال من داخل البرلمان فكان ذلك بالإجماع.
تولى منصب رئاسة مجلس السيادة بعد قيام ثورة أكتوبر 1964 م إبان الديمقراطية الثانية.
اعتقل عند قيام انقلاب مايو 1969 م بسجن كوبر وعند اشتداد مرضه نقل إلى المستشفى إلى أن توفي بها.
لديه كتاب شهير بعنوان:(الطريق إلى البرلمان) صدر عن دار الثقافة ببيروت.
كان متزوجاً من السيدة مريم مصطفى سلامة.

## أولاده
له من البنات خمس وولد واحد :
1. آمال متزوجة من الدكتور المعتصم حبيب الله.
2. سامية كانت متزوجة من العميد مهندس عثمان أمين ثم الكابتن البحري حسن شريف.
3. سمية متزوجة من الأستاذ الشاعر الفاتح حمدتو.
4. سناء متزوجة من المصرفي كمال حسون.
5. جلاء متزوجة من البروفيسور عبد الرحيم السيد كرارالسيدالمكي
6. محمد تزوج من السيدة نهال عبد العزيز محمد صادق وتوفي إثر حادث مروري عام 2006 م.

## محطات من سيرته الذاتية
1943 	صار رئيساً لحزب الأشقاء الذي يعتبر من أكبر الأحزاب السودانية التي ناهضت الاستعمار الإنجليزي وظل ريئساً لحزب الأشقاء حتى اندمج في الحزب الوطني الاتحادي
1943 	أصبح رئيساً لمؤتمر الخريجين.
1943 	أول رحلة له إلى مصر
1946 كان رئيساً لوفد الأحزاب المؤتلفة (وفد السودان) لمصر لحضور مفاوضات بخصوص السودان
1944 	افتتاح المجلس الاستشاري لحكومة السودان
1948 	قيام الجمعية التشريعية
1948 في نوفمبر من هذا العام بالسجن لقيادته مظاهرات لمقاطعة الجمعية التشريعية التي اقامها الإنجليز
1952 	بعد قيام الثورة المصرية عمل مع الريئس نجيب لجمع كلمة الأحزاب الاتحادية ونجح في قيام الحزب الوطني الاتحادي في ديسمبر 1952 وانتخب رئيساً له.
1953 	فبراير اتفاقية تقرير مصير السودان بين مصر وبريطانيا
1953 	ديسمبر انتخابات أول برلمان سوداني وفاز حزب الوطني الاتحادي بالأغلبية
1953 	في ديسمبر فاز حزبه في انتخابات برلمان الحكم الذاتي وفاز هو في دائرة أم درمان الجنوبية على منافسه السيد عبد الله الفاضل المهدي
1954 	كوّن أول حكومة وطنية من حزبه الوطني الاتحادي
1955 	قاد وفد السودان لمؤتمر دول عدم الانحياز الأول (باندونج)
1955 	19/ديسمبر/ قرار البرلمان بأن يكون السودان دولة مستقلة كاملة السيادة ابتداء من الأول من يناير
1956 	رفع ومعه محمد أحمد المحجوب زعيم المعارضة علم الاستقلال المكوّن من الألوان الأخضر والأصفر والأزرق
1956 	سقوط حكومته الوطنية وقيام حكومة السيدين برئاسة عبد الله خليل

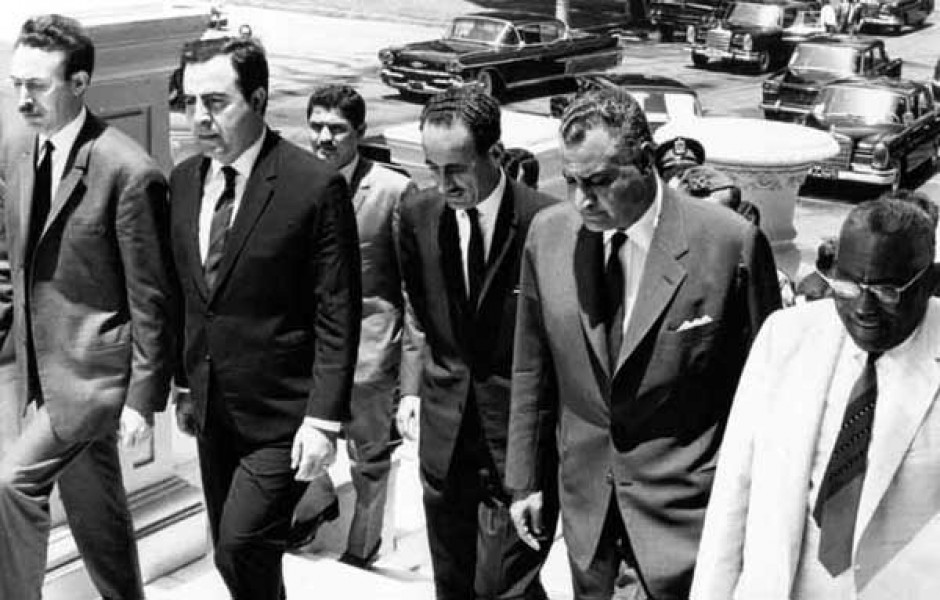
إسماعيل الأزهري برفقة جمال عبد الناصر ونور الدين الأتاسي وهواري بومدين وعبد الرحمن عارف عام 1968 لحضور مؤتمر القمة

1958 	قام عبود بانقلاب ضد حكومة عبد الله خليل
1964 اعتقل لأنه بعث بخطابه الذي طالب فيه بعودة الديمقراطية وأُرسل إلى (سجن ناقشوط) ومعه عدد كبير من القيادات السياسية
1965 انتخب للجمعية التأسيسية عن دائرة أم درمان الغربية وانتخبه البرلمان كأول رئيس دائم لمجلس السيادة.
1969 	مايو وقع انقلاب نميري واعتقل في سجن كوبر
1969 أغسطس تدهورت حالته الصحية داخل سجون مايو ثم أُصيب ب(نوية قلبية)
1969 	26/أغسطس/ توفي إلى رحمة مولاه

## وصلات خارجية
- إسماعيل الأزهري على موقع الموسوعة البريطانية (الإنجليزية)
- إسماعيل الأزهري على موقع مونزينجر (الألمانية)
- حزب الأمة